# Restitution (fotografi)
Restitution är en form av upprätning av sneda vinklar som uppstår vid fotografering av motiv med raka linjer, typiskt hus. Framför allt är storformatskameran ett bra verktyg för detta. För systemkameror används så kallade tiltobjektiv för att uppnå samma effekt. Restititutionen kan även ske i efterhand, exempelvis genom att använda förstoringsapparat försedd med bälg, eller genom digital bildbehandling, där vinklar kan rätas upp.